# (10548) 1992 PJ2
(10548) 1992 PJ2 est un astéroïde de la ceinture principale aréocroiseur découvert en 1992.

## Description
(10548) 1992 PJ2 a été découvert le 2 août 1992 à l'observatoire Palomar, situé au nord de San Diego en Californie, par Henry E. Holt.

### Caractéristiques orbitales
L'orbite de cet astéroïde est caractérisée par un demi-grand axe de 2,41 ua, un périhélie de 1,63 ua, une excentricité de 0,32 et une inclinaison de 5,60° par rapport à l'écliptique. Du fait de ces caractéristiques, à savoir un demi-grand axe inférieur à 3,2 ua et un périhélie compris entre 1,3 et 1,666 ua, il croise l'orbite de Mars et est classé, selon la JPL Small-Body Database, comme astéroïde aréocroiseur (aréo venant de Arès).

### Caractéristiques physiques
(10548) 1992 PJ2 a une magnitude absolue (H) de 14,5 et un albédo estimé à 0,065.